# История на радиолюбителството в България
Историята на радиолюбителството в България започва на 5 юни 1926 г.
Тогава 38 души – електроинженери, радиотехници, кадрови военни, търговец и директор на строително дружество, учредяват първия „Български радиоклуб“ на събрание в салона на Софийското градско казино. Според приетия устав „основната цел на радиоклуба е да просещава и обединява всички лица, които се интересуват от радиото, и да действува за въвеждането, усъвършенствуването и разпространяването му у нас“.

## Царство България
Първият българин – радиолюбител, в съвременния смисъл на думата, е Иван Пейчев. Той е участник в Септемврийското въстание и след потушаването му напуска страната и става политически емигрант в СССР. Там получава съветски радиолюбителски повиквателен знак – EU2FB.
На 10 май 1927 г. е приет първият Закон за радиото (ДВ, бр. 29 от 10 май 1927 г.). През 1927 – 1928 година излиза списание „Радиолюбител“, издавано от инженер Д. Бунев, а от 1932 година започва да излиза списание „Родно радио“.
Според някои автори първата радиолюбителска дейност в България осъществява Иван Джаков. Първоначално конструира приемник тип „0-V-1“, който по-късно усъвършенства до тип „1-V-1“. С него той редовно наблюдава любителски радиовръзки на честота 7 MHz. През 1938 г. Иван Джаков построява любителски радиопредавател с две лампи – осцилатор по схемата „Клап“ и крайно стъпало с лампа 6L6 за удвояване на честотата. На 24 април 1938 г. излъчва първото радиолюбителско повикване от територията на България, от София, в телеграфен режим по морзовата азбука, на честота 7 MHz – „CQ de LZ1ID“. Веднага осъществява няколко връзки и през следващата година и половина установява стотици радиовръзки с любители от цял свят. LZ1ID (ID – Иван Джаков) е първата и за времето си – единствената любителска радиостанция с български инициал LZ, което я прави много рядък, и желан кореспондент за радиолюбителите от останалите страни. Иван Джаков започва да получава и изпраща QSL-картички. Негов QSL-мениджър става швейцарецът Франц Бех (с инициал „HB9CE“).
Според други източници от 1932 година съществуват любителски радиостанции в България. През лятото на тази година членове на новосформирания Българския радиосъюз използват късовълновия радиопредавател, конструиран от Стоян Бояджиев, и организират радиопредавания, чрез които се свързват със слушатели от България и извън нея. Станцията носи международния кодов номер LZS1 и е закрита от полицията след едномесечно съществуване.

## Народна република България
През 1945 г. Иван Джаков подновява радиолюбителската си дейност от София с инициал „LZ1XX“, а по-късно – LZ1RF.
На 12 септември 1947 г. за пръв път заседава Инициативният комитет на радиолюбителството, който набелязва насоки за развитие на движението в България. В края на 1947 г. започва изграждането на „Народния съюз за спорт и техника“, където е включена радиолюбителската дейност. През март 1948 г. е проведен официално учередителният конгрес на организацията. Като подразделение към НССТ е създаден Комитет по радиолюбителство. За пръв председател е избран Митхен Андреев, а след него – Асен Маринчевски.
Първата клубна любителска радиостанция в България започва работа на 25 декември 1949 г. с инициал LZ1AA от София. Тя е клубна радиостанция на НССТ. Оператор е Огнян Кукуров – кадрови военнослужещ от Българската народна армия, по-късно началник на отдел „Свързочен“ в Централния комитет (ЦК) на ДОСО. Първоначално разрешението е издадено само за няколко дни, по случай Втората национална радиолюбителска конференция. На 20 януари 1952 г. на ул. Г.С. Раковски №155 (на пл. „Славейков“) в София е открит Централният радиоклуб (ЦРК) на НРБ. Инициалът на клубната радиостанция е LZ1KAB, по аналогия с инициала на ЦРК на СССР – UA3KAB. В същия ден е осъществена и първата официална любителска радиовръзка от LZ1KAB, с оператор Огнян Кукуров, на честота 7 MHz, в телеграфен режим.
Радиолюбителската дейност в България усилено се развива в системата на ДОСО – ОВТПН – ОСО. През 1952 г. Централният съвет на ДОСО и Министерството на пощите, телеграфите и телефоните започват да издават списание „Радио“ (по-късно – „Радио и телевизия“ и „Радио, телевизия и електроника“). Първата радиолюбителска диплома, към която започват да се стремят българските радиолюбители, е чехословашката „PZMT“, учредена през 1952 г. – „Слушал страните от лагера на мира“. За получаването ѝ се зачитат радионаблюдения след 28 април 1949 г. – откриването на Световния конгрес на привържениците на мира.
На 29 октомври 1953 г. осем души от България участват в международното състезание по радиотелеграфия в Москва. Това е първото българско участие на международно първенство по радиоспорт. На 18 януари 1956 г. LZ1KPZ за пръв път установява радиолюбителска връзка от България със Северния полюс, със съветската арктическа експедиция, с инициал „UPOL5“. На 4 октомври 1957 г. СССР пуска в орбита първият изкуствен спътник на Земята – Спутник-1. Той излъчва радиосигнали на честоти 20,005 MHz и 40,002 MHz. Сигналите на 40,002 MHz са приети от Радиоизмервателния и контролен йоносферен център в София, а тези на 20,005 MHz – от български радиолюбители от LZ1KBA, LZ2KDO, LZ2KST и други.
През 1958 г. Емил Стоилов конструира първият в България приемник за спортно радиоориентиране (радиозасичане) на честота 144 MHz – свръхгенеративен приемник тип „1-V-2“, с две лампи „6AK5“ и една „3S4T“. На 20 декември 1960 г. Константин Чобанов (LZ1WD) за пръв път излъчва с радиолюбителска радиостанция на SSB. На 4 юни 1963 г. Спас Делистоянов осъществява първата любителска радиовръзка от България с отражение от метеорни следи, на честота 144 MHz, с кореспондент SP5SM. През 1970 г. Ангел Стефанов (LZ1TQ) осъществява първото излъчване на SSTV в България. Конструираната от него схема печели първо място на Московската радиолюбителска изложба.
На 15 октомври 1971 г. излиза в орбита първият изкуствен спътник с радиолюбителски ретранслатор на борда – „OSCAR-6“. Ангел Несторов (LZ1AG) е първият българин, осъществил спътникова любителска радиовръзка. За година и половина той осъществява през спътника 350 радиовръзки с кореспонденти от 30 страни на 3 континента.

## Република България
През 1992 г. ОСО е разформирована с указ на президента Желю Желев. Радиоклубовете преминават под ръководството на Управлението за предказармена подготовка на младежта (УППМ) при Министерството на отбраната и на практика прекратяват любителската си дейност. Централният радиоклуб се трансформира в работилница за поддръжка на материалната база на радиоклубовете, които по-късно са закрити.
На 15 ноември 1991 г. Българската федерация на радиолюбителите се регистрира официално в съда като самостоятелно юридическо лице. Инициативата е на Антон Илиев (LZ1EC), а учредители са още Милчо Миланов (LZ1RF), Здравка Бучкова (LZ1ZQ), Костадин Кишишев (LZ1FN) и Огнян Цветанов (LZ2PO). През юни 1992 г. по инициатива на Владимир Даскалов (LZ1KZ) в Казанлък се провежда първото изложение на радиолюбителска апаратура „Хоби радио“.
През 1994 г. започва изграждането на българската антарктическа база „Св. Климент Охридски“ на остров Ливингстън. В построяването ѝ участва Мико Миков (LZ1RR), който носи любителска радоапаратура и осъществява оттам радиовръзки с инициал LZ0A. През следващата година радиолюбителската дейност от Антарктика с инициал LZ0A продължава Йордан Янков (LZ2UU).